# McDonnell Douglas X-36
 (octobre 2019).
Si vous disposez d'ouvrages ou d'articles de référence ou si vous connaissez des sites web de qualité traitant du thème abordé ici, merci de compléter l'article en donnant les références utiles à sa vérifiabilité et en les liant à la section « Notes et références ».
Dimensions
Le McDonnell Douglas X-36 est un prototype d'avion à réaction conçu pour voler sans l'empennage traditionnel de la plupart des aéronefs.

## Conception et développement
Le X-36 est contrôlé par un pilote à partir d'un cockpit virtuel basé au sol. La vue est fournie par une caméra vidéo montée dans la verrière de l'avion.
Pour le contrôle, un système d'aile canard est utilisé, ainsi que des ailerons dédoublés. Le X-36 étant instable dans les axes de tangage et de lacet, un système numérique de contrôle avancé est utilisé pour assurer la stabilité.
En vol pour la première fois le 17 mai 1997, il a effectué 31 vols d'essai avec succès. Le programme aurait atteint tous les objectifs du projet. McDonnell Douglas a fusionné avec Boeing en août 1997 alors que le programme de test était en cours ; pour cette raison l’appareil est parfois appelé Boeing X-36.
Le X-36 possédait une grande maniabilité qui serait idéale pour une utilisation en tant qu'avion de combat. En dépit de son potentiel et de son programme d’essais très réussi, il n’y a pas eu de développement ni aucun modèle dérivé.

## Prototypes restants
Le premier X-36 se trouve au Musée national de l'armée de l'air des États-Unis sur la base aérienne Wright-Patterson, près de Dayton, dans l’Ohio. Il est arrivé le 16 juillet 2003, le même jour que le Boeing Bird of Prey, et est exposé dans la galerie de recherche et développement du musée.
Le second X-36 est exposé à l'extérieur du musée de la force aérienne de la base aérienne Edwards en Californie.

## Spécificités
Caractéristiques générales
- Équipage: Aucun (télécommande au sol)
- Longueur: 5,55 m
- Envergure : 3,15 m
- Hauteur: 0,95 m
- Max. masse au décollage : 567 kg
- Moteur : 1 × Williams International F112 à double flux, 3,1 kN

Performances
- Vitesse maximale : 377 km/h
- Plafond de service : 6 250 m
- Poussée / poids : 0.56